# Villa Salles
Villa Salles es una localidad argentina ubicada en el departamento General Pedernera de la provincia de San Luis. Se encuentra sobre la ruta provincial 11, 2 km al sur de la ruta nacional 7 y 4 km al oeste de Justo Daract, de la cual depende administrativamente.

## Historia
La villa se originó con el remate en mayo de 1907 de 200 hectáreas de Enrique Salles, 2 meses después de que fuera fundada Justo Daract, y casi en simultáneo con el loteo de Colonia La Esperanza al norte de la localidad. Se apoyó en la parte sur del Patio de Construcción del Ferrocarril Buenos Aires al Pacífico, donde se instalarían los talleres del ramal a La Paz. El pueblo lo constituían 9 manzanas y media, más 28 quintas en los alrededores. El pueblo fue próspero en sus comienzos, llegando a contar con 400 habitantes, pero la centralización en Justo Daract le restaba fuerzas, más cuando la estación fue trasladada desde el kilómetro 654 (Salles) al 650 (Daract). Poco a poco se fue despoblando y recién a mediados de los años 1990 lograría servicios básicos como electricidad, iluminación y agua potable. La escuela del lugar data de 1910.

## Población
Cuenta con 76 habitantes (Indec, 2010), lo que representa un descenso del 13% frente a los 88 habitantes (Indec, 2001) del censo anterior.
| Gráfica de evolución demográfica de Villa Salles entre 1991 y 2010 |
|                                                                    |
| Fuente: Censos nacionales del INDEC                                |